# Phaenobezzia chonganensis
Phaenobezzia chonganensis är en tvåvingeart som beskrevs av Yu och Shen 1998. Phaenobezzia chonganensis ingår i släktet Phaenobezzia och familjen svidknott. Inga underarter finns listade i Catalogue of Life.